# Yuichiro Hata
Yuichiro Hata (jap. 羽田 雄一郎 Hata Yuichiro; ur. 29 lipca 1967 w Tokio, zm. 27 grudnia 2020 tamże) – japoński polityk, minister.

## Działalność polityczna
Był politykiem Partii Demokratycznej, a następnie Ludowej Partii Demokratycznej, a w 2020 Konstytucyjnej Partii Demokratycznej. W okresie od 4 czerwca 2012 do 26 grudnia 2012 był ministrem ds. ziemi, infrastruktury, transportu i turystyki w rządzie premiera Noda.
Był synem polityka Tsutomu Haty.
Zmarł na COVID-19 w czasie światowej pandemii tej choroby.